# San Martino (Siena)
Die Kirche San Martino ist eine Kirche in Siena, die dem heiligen Martin von Tours gewidmet ist. Sie gehört zum Erzbistum Siena-Colle di Val d’Elsa-Montalcino.

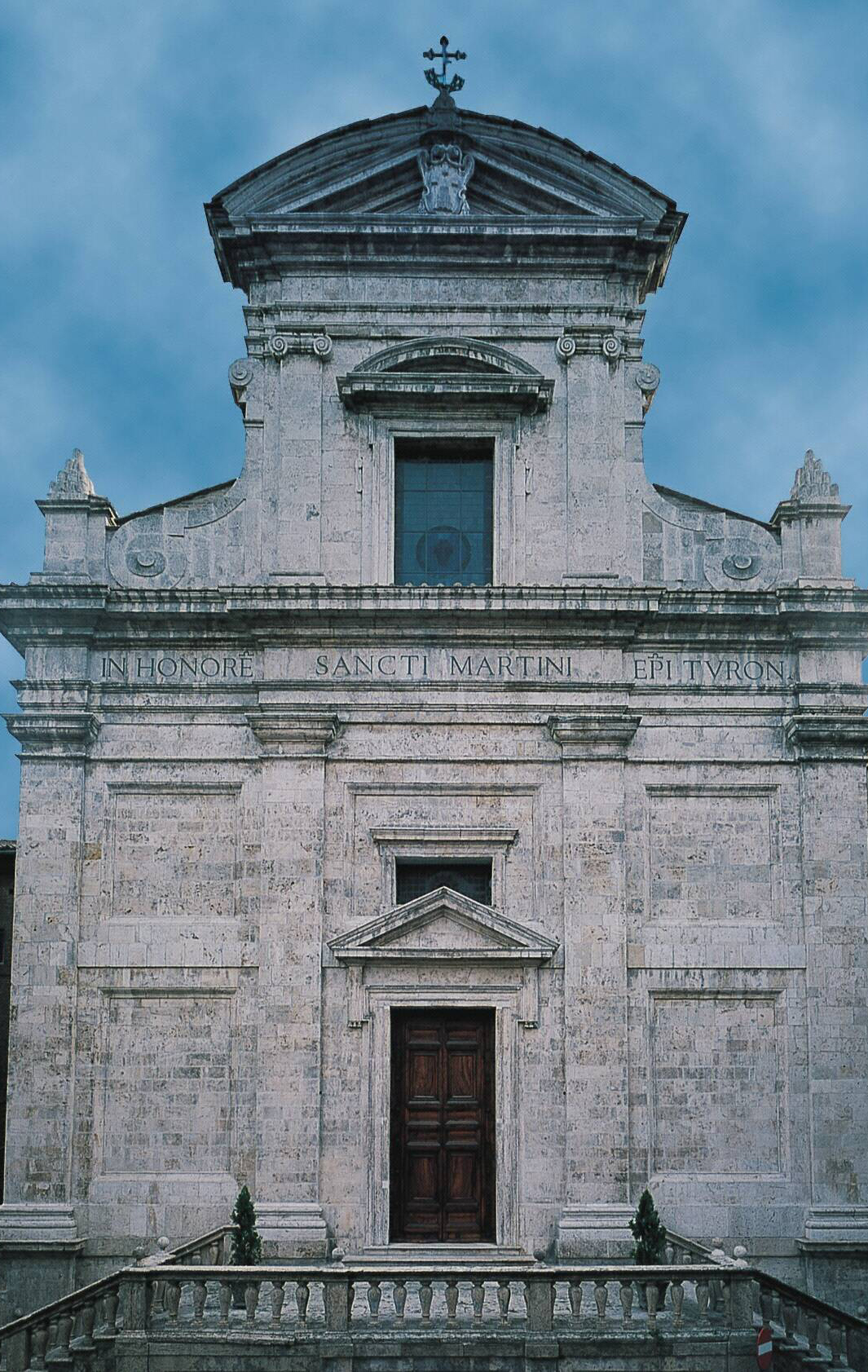
Die Fassade der Kirche San Martino in Siena

## Lage
Die Kirche befindet sich im historischen Stadtkern innerhalb der Stadtmauer von Siena in der Via Porrione. Sie ist Namensgebend für das Stadtdrittel Terzo di San Martino und liegt in der Contrada Torre (Turm).

## Geschichte
Die Kirche San Martino in Siena gehört zu den ältesten Kirchen der Stadt, erstmals dokumentiert wurde sie im 8. Jahrhundert. Sie war Teil eines dazugehörigen Klosters mit Hospital und wurde ab der Mitte des 12. Jahrhunderts regelmäßig erwähnt. Die Kirche entspricht der Form eines Lateinischen Kreuzes, wobei der Campanile hinten anliegt. Die Innenräume wurden von 1537 bis 1542 durch Giovanni Battista Pelori (* 1483 Siena; † 1558 in Avignon), einen Schüler des Baldassare Peruzzi, restauriert. Die heute sichtbare Fassade in Travertin und im Stile des Manierismo romano entstand durch Giovanni Fontana (1540–1614) im Jahr 1613.

## Kunstwerke in der Kirche

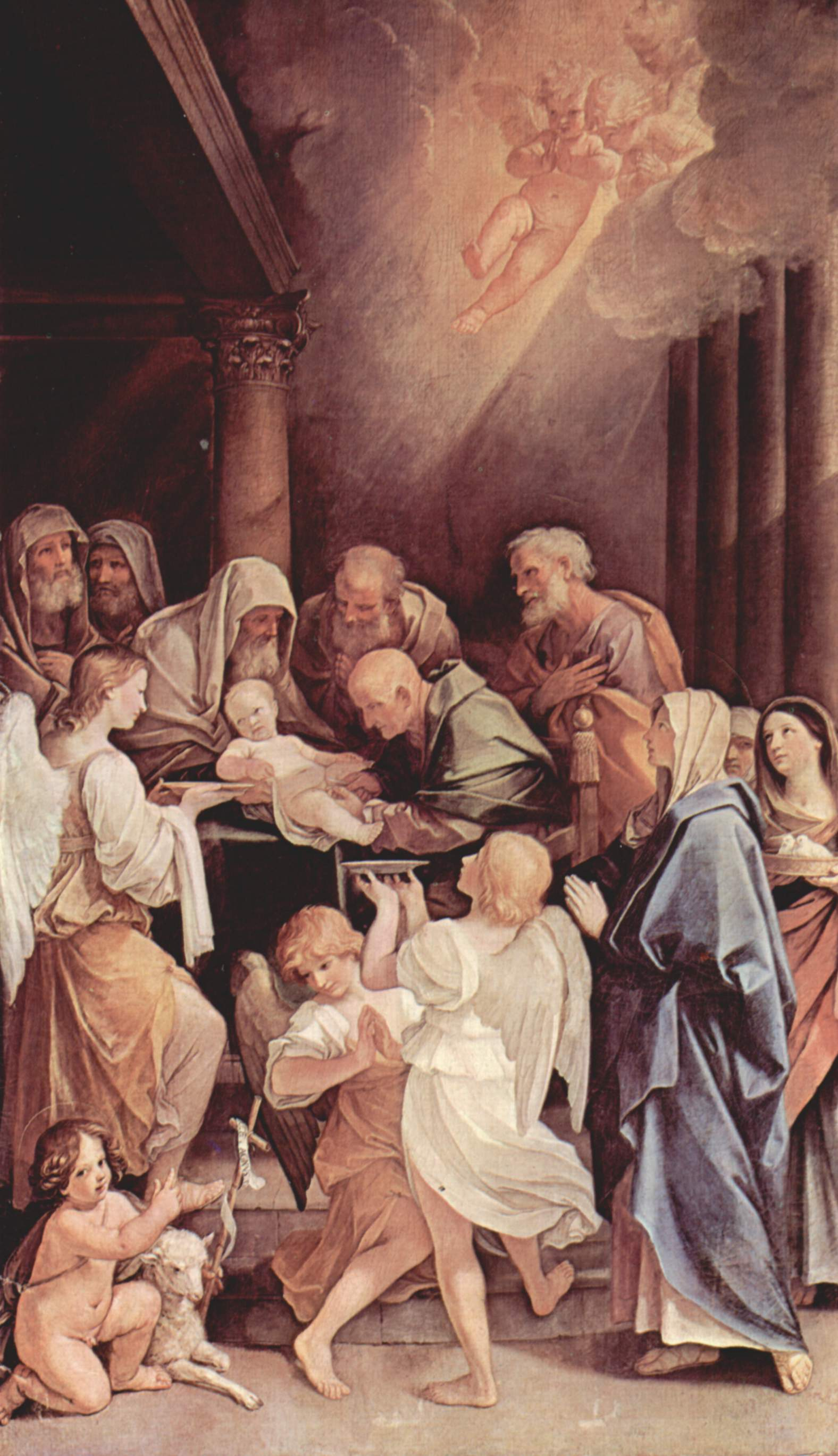
Guido Reni: Circoncisione di Gesù Cristo

- Giovanni Francesco Barbieri (Il Guercino): Martirio di san Bartolomeo (1637 entstanden[5], dritter Altar rechts[2], stark beschädigt durch eine fehlgeschlagene Restauration durch Niccolò Franchini im 18. Jahrhundert[3])
- Domenico Beccafumi: Natività (dritter Altar links[3], 390 × 235 cm)
- Ilario Casolani: Quaranta martiri (Gegenfassade, Leinwandgemälde)[3]
- Naddo Ceccarelli: Madonna col Bambino (auch Madonna del Latte genannt[7])
- Giovanni di Lorenzo Cini: Immacolata Concezione protegge Siena durante la battaglia di Camollia (1528 entstanden, 239,5 × 174 cm[8])
- Crescenzio Gambarelli: Gloria di Dio e Santi (auch Eterno e Santi, Leinwandgemälde)[3]
- Annibale Mazzuoli: Fresken der Kuppel[2][1] (1697 entstanden[3])
- Bartolomeo Mazzuoli:
  - Memorie sepolcrali di Camillo De Vecchi (Grabmal)[2]
  - Memorie sepolcrali di Virgilio De Vecchi (Grabmal)[2]
- Giovanni Antonio Mazzuoli: San Tommaso da Villanova (Marmorstatue)[3]
- Giuseppe Mazzuoli
  - Madonna col bambino (vierter Altar links)[3]
  - Angeli mit Ziborium (1649 entstanden)[3]
- Guido Reni: Circoncisione di Gesù Cristo (zweiter Altar rechts[2], auch Altare Gori genannt, 1636 entstanden[3], 371,5 × 216 cm)
- Raffaello Vanni: Gloria di Sant’Ivone (erster Altar links)[3]